# 1986 CB2
1986 CB2 är en asteroid i huvudbältet som upptäcktes den 12 februari 1986 av den belgiske astronomen Henri Debehogne vid La Silla-observatoriet.
Asteroiden har en diameter på ungefär 4 kilometer och den tillhör asteroidgruppen Levin.